# Obermaubach-Schlagstein
Obermaubach-Schlagstein ist eine Ortschaft und eine Gemarkung der Gemeinde Kreuzau im Kreis Düren in Nordrhein-Westfalen. Bis 1969 war Obermaubach-Schlagstein eine Gemeinde im alten Kreis Düren.

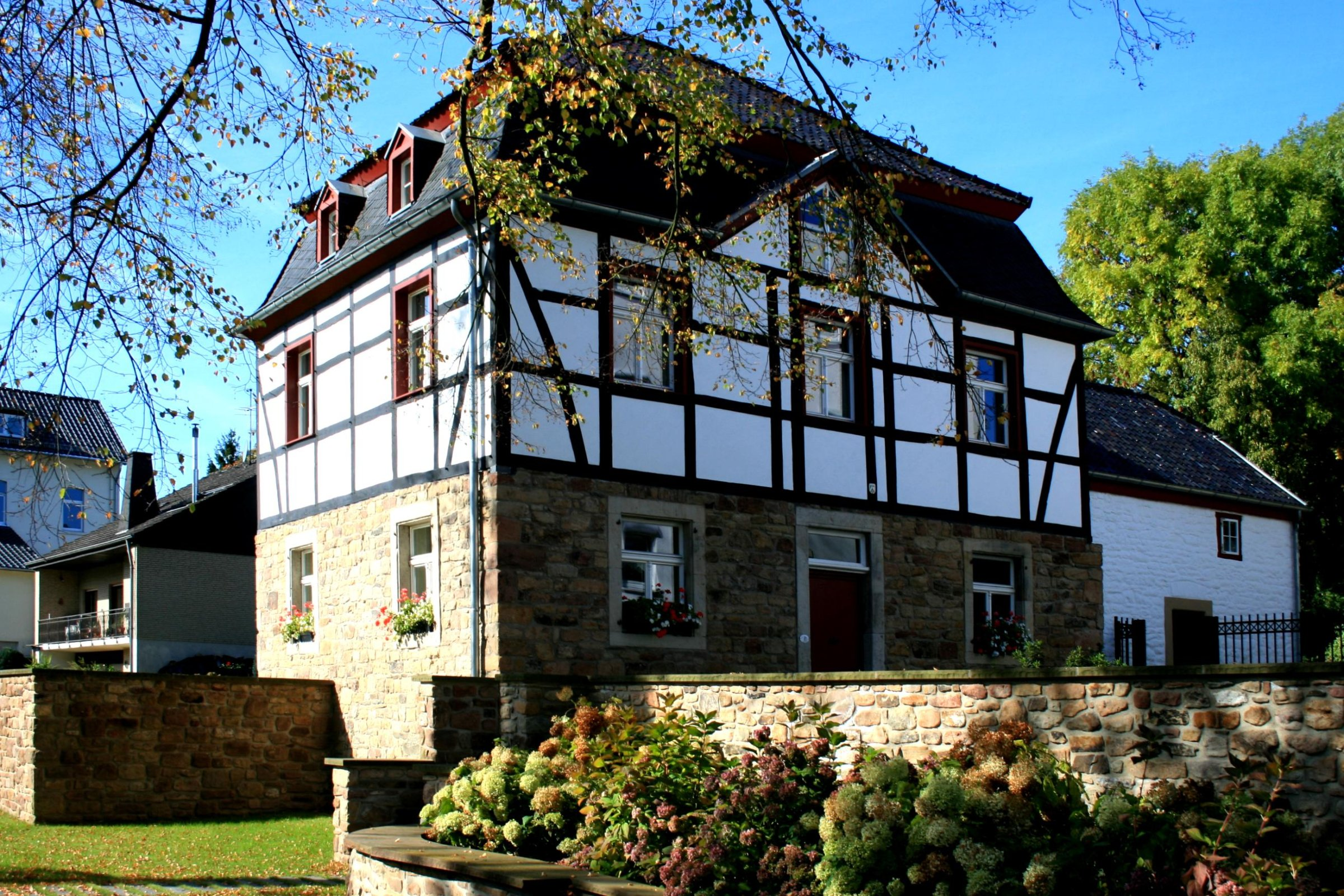
Wohnhaus aus Bruchstein in Obermaubach

## Geographie
Obermaubach-Schlagstein besteht aus den beiden Orten Obermaubach und Schlagstein, die im Südwesten des Gemeindegebiets von Kreuzau liegen. Obermaubach liegt am westlichen Ufer der Rur und am Stausee Obermaubach, während Schlagstein einen Kilometer flussabwärts am Ostufer der Rur liegt. Die ehemalige Gemeinde Obermaubach-Schlagstein besaß eine Fläche von 2,39 km².

## Geschichte
Seit dem 19. Jahrhundert war Obermaubach-Schlagstein eine Landgemeinde in der Bürgermeisterei Nideggen (ab 1928 Amt Nideggen) im Kreis Düren. Am 1. Januar 1972 wurde die Gemeinde durch das Aachen-Gesetz in die Gemeinde Kreuzau eingegliedert.

## Einwohnerentwicklung
| Jahr | Einwohner | Quelle |
| ---- | --------- | ------ |
| 1871 | 369       | [ 4 ]  |
| 1885 | 364       | [ 5 ]  |
| 1910 | 521       | [ 6 ]  |
| 1925 | 549       | [ 3 ]  |
| 1939 | 629       | [ 7 ]  |
| 1946 | 620       | [ 8 ]  |
| 2019 | 1588      | [ 1 ]  |

## Baudenkmäler
Das Bruchstein-Wohnhaus Apollinarisstraße 1, die ehemalige Burg Obermaubach und das Heiligenhäuschen Schlagstein stehen unter Denkmalschutz.

## Kultur
Der örtliche Heimatverein ist der Heimat-, Kultur- und Bürgerverein Obermaubach-Schlagstein.